# 돌비 프로 로직
돌비 프로 로직(Dolby Pro Logic)은 돌비 서라운드(Dolby Surround)로 인코딩된 사운드트랙을 디코딩하도록 설계된, 돌비 래버러토리스가 개발한 서라운드 사운드 처리 기술이다. 돌비 스테레오 및 LtRt (Left Total, Right Total)라는 용어도 이 기술을 사용하여 인코딩된 사운드트랙을 설명하는 데 사용된다.
돌비 스테레오는 돌비 MP (모션 픽처) 또는 돌비 SVA (스테레오 가변 면적)라고도 알려져 있으며, 1976년에 돌비가 아날로그 영화관 음향 시스템을 위해 개발했다. 이 형식은 하이파이 기능이 있는 소비자용 VCR이 도입되면서 1982년에 돌비 서라운드로 가정용에 맞게 조정되었다. 1987년 이후 돌비 프로 로직 디코딩 시스템으로 더욱 개선되었다.
돌비 MP 매트릭스는 4채널 필름 사운드를 2채널로 인코딩하는 전문 시스템이었다. 이 트랙은 35mm 광학 스테레오 프린트의 돌비 스테레오 극장 시스템에서 사용되었고 원래의 4.0 서라운드로 다시 디코딩되었다. 동일한 4채널 인코딩 스테레오 트랙은 대체로 변경되지 않고 가정용 비디오에서 "돌비 서라운드"로 소비자에게 제공되었다. 그러나 1982년의 원래 돌비 서라운드 디코더는 간단한 수동 매트릭스 3채널 디코더였다: L/R 및 모노 서라운드. 서라운드 채널은 7kHz로 제한되었다. 또한 채널 분리 개선 및 대화 유출 방지를 위해 돌비 노이즈 리덕션(Dolby Noise Reduction)과 조절 가능한 지연 기능이 있었다. 전방 중앙 채널은 팬텀 중앙 재생을 위해 좌우 채널에 균등하게 분할되었다. 이는 대화 및 중앙에 초점을 맞춘 화면 동작을 위해 중앙 채널을 디코딩하는 데 활성 스티어링 및 기타 처리를 사용한 시네마 돌비 스테레오 시스템과 달랐다.
이후 1987년에 프로 로직 디코딩 시스템이 소비자에게 출시되었다. 이 시스템은 활성 스티어링 로직과 훨씬 더 나은 채널 분리(최대 30dB)를 갖춘 돌비 스테레오 극장 프로세서와 거의 동일한 유형의 4채널 디코딩을 특징으로 했으며, 처음으로 전용 중앙 채널 출력을 포함했다. 많은 독립형 프로 로직 디코더에는 이전의 비-프로 로직 돌비 서라운드 장비 홈 시어터와의 호환성을 위해 팬텀 중앙 옵션이 포함되어 있었는데, 이는 중앙 채널 신호를 L/R 스피커로 분할하여 레거시 팬텀 중앙 재생을 가능하게 했다.
돌비 서라운드 프로 로직은 매트릭스 서라운드 형식과 디코딩 시스템을 하나로 지칭하는 전체 이름이다. 돌비 서라운드 사운드트랙이 후반 작업(돌비 MP 매트릭스)에서 생성될 때, 4채널 사운드는 일반 스테레오 (2채널) 사운드트랙으로 매트릭스 인코딩된다. 중앙 채널은 레벨이 3dB 감소하고 좌우 채널에 합산된다. 서라운드 채널은 3dB 감쇠되고 대역 필터를 통과하며(100Hz 미만 및 7kHz 초과 주파수 차단), 돌비 B 노이즈 감소를 통과하고 반대 극성으로 좌우 채널에 인코딩된다(이는 좌측 채널에 +90도 위상 변화를 적용하고 우측 채널에 -90도 위상 변화를 적용하여 달성된다). 서라운드 채널은 종종 원본 녹음, 음악 점수 및 효과에서 주변 배경 사운드에 사용되었다.
돌비 프로 로직 디코더/프로세서는 사운드트랙을 원래의 4.0 서라운드—좌우, 중앙, 그리고 단일 제한 주파수 범위(7kHz 로우패스 필터링된) 모노 후면 채널—로 "펼치며", 디코더가 없는 시스템은 오디오를 표준 스테레오로 재생한다.
돌비 서라운드는 아날로그 형식으로 도입되었지만, 모든 돌비 디지털 디코더는 매트릭스 인코딩된 돌비 서라운드를 전달하는 디지털 스테레오 신호용으로 디지털 방식으로 구현된 돌비 서라운드 프로 로직 디코더를 통합한다. 최초의 것 중 하나는 RCA의 하이엔드 Dimensia 브랜드를 위한 MSP400 서라운드 사운드 리시버 및 앰프였다. 이 제품은 1987년 Digital Command Component System을 위해 출시되었다.

## 돌비 서라운드
돌비 서라운드는 돌비의 서라운드 사운드 디코딩 기술 중 가장 초기의 소비자용 버전이다. 이 기술은 가정용 비디오 녹화 형식(베타맥스 및 VHS 등)이 스테레오 및 HiFi 기능을 도입하던 1982년에 대중에게 공개되었다. 돌비 서라운드라는 이름은 소비자용 수동 매트릭스 디코딩 기술을 설명하는 것이었고, 전문적인 활성 매트릭스 시네마 기술은 돌비 스테레오라는 이름을 사용했다. 이 기술은 돌비 스테레오 4채널 사운드트랙을 3개의 출력 채널(좌, 우, 서라운드)로 디코딩할 수 있었다. 중앙 채널은 좌우 스피커에 균등하게 공급되었다. 서라운드 채널은 100Hz에서 7kHz의 주파수 대역폭으로 제한되었는데, 이는 중앙 채널의 대화가 서라운드 채널로 유출될 수 있었기 때문이며, LCR과 서라운드 채널 간의 분리도는 3dB에 불과했다.

## 돌비 프로 로직
1987년에 디코딩 기술이 업데이트되어 돌비 프로 로직으로 이름이 바뀌었다.
프로 로직 디코더/프로세서는 사운드를 원래의 4.0 서라운드—좌우, 중앙, 그리고 단일 제한 주파수 범위(7kHz 로우패스 필터링된) 모노 후면 채널—로 "펼친다".
프로 로직 디코더는 또한 '스티어링 로직'을 사용하여 현재 지배적인 사운드 방향에 따라 각 채널의 출력 볼륨을 높이거나 낮추기 위해 증폭기를 구동한다. 예를 들어, 모노 신호가 재생되는 동안 중앙 채널과의 강한 상관 관계가 좌, 우, 서라운드 채널의 출력 볼륨을 낮추도록 트리거한다. 이는 채널 간에 약 30데시벨까지 달성 가능한 채널 분리도를 증가시킨다. 증폭기의 응답을 신중하게 조정함으로써 총 신호 에너지 양은 일정하게 유지되며 채널 스티어링의 작동에 영향을 받지 않는다. 또한 사운드 방향 변화에 대한 시스템의 응답 시간이 중요한데, 너무 빠른 응답은 신경질적인 느낌을 주고, 너무 느린 응답은 부적절한 방향에서 소리가 나게 한다.
5dB의 노이즈 감소 외에도 서라운드 채널은 약간 지연되어 전방 채널로 유출되는 전방 채널 사운드가 전방 채널보다 늦게 청취자에게 도달한다. 이는 하스 효과를 활용한 것으로, 전방 스피커에 존재하지만 서라운드 스피커에서 지연된 오디오는 사운드 스테이지의 전면에서 소리가 나오는 듯한 심리 음향 효과를 갖게 된다.
돌비 서라운드 및 돌비 프로 로직 디코더는 모두 돌비 스테레오 스테레오 인코딩 오디오에서 추가 채널을 추출하기 위해 매트릭스 기술을 사용한다는 점에서 원리가 유사하다. 돌비 스테레오, 돌비 서라운드, Lt/Rt는 모두 이 기술을 사용하여 매트릭스 인코딩된 사운드트랙을 설명하는 데 사용되는 용어이다.

## 돌비 프로 로직 II

돌비가 전반적인 로고 디자인을 업데이트하기 전의 이전 로고.

2000년에 돌비는 짐 포스게이트가 개발한 돌비 프로 로직의 개선된 구현인 돌비 프로 로직 II(DPL II)를 도입했다. DPL II는 고품질 스테레오 신호 소스를 5개의 독립적인 전체 주파수 채널(우전방, 중앙, 좌전방, 우후방 및 좌후방)로 처리하는 동시에, 전통적인 4채널 돌비 서라운드로 인코딩된 스테레오 신호에서 5개 채널을 디코딩한다. DPL II는 DPL에 비해 크게 향상된 스티어링을 구현하여, 결과적으로 5채널 서라운드 사운드를 시뮬레이션하는 매우 안정적인 사운드 필드를 제공한다.
원래 돌비 프로 로직 인코딩의 제한적인 특성 때문에 많은 소비자 가전 제조업체는 대부분의 일반 홈 오디오 리시버에서 볼 수 있는 "재즈", "홀", "스타디움" 모드와 같은 자체 처리 회로를 도입했다. DPL II는 이러한 유형의 처리를 피하고 5개 채널을 추출하는 데 사용되는 간단한 서보 (음성 되먹임) 회로로 대체한다. 추가 채널 콘텐츠는 스테레오 트랙 또는 돌비 디지털 인코딩된 5.1채널 트랙의 두 개별 채널 간 공간 오디오 콘텐츠의 차이를 사용하여 추출하고 적절하게 출력한다.
5개의 풀레인지 재생 채널 외에도 프로 로직 II는 최적화된 채널 지연을 포함하고 사용자가 예를 들어, 보이는 사운드 스테이지 너비를 조정할 수 있는 제어 기능을 추가하는 음악 모드를 도입했다.
프로 로직 II 시스템에는 플레이스테이션 2, 닌텐도 게임큐브, Wii용 비디오 게임에 돌비 디지털 또는 DTS와 같은 디지털 서라운드 형식의 대안으로 사용되는 게임 전용 모드가 있다. 게임 모드는 영화 모드와 유사하지만, 더 많은 저음을 LFE 채널로 리디렉션한다는 점이 다르다.

## 돌비 프로 로직 IIx
2003년부터 사용 가능한 돌비 프로 로직 IIx 시스템은 2채널 스테레오, 돌비 서라운드(때로는 돌비 스테레오 서라운드라고도 함) 및 돌비 디지털 5.1 소스 자료를 6.1 또는 7.1 채널 서라운드 사운드로 업컨버팅할 수 있다.

## 돌비 프로 로직 IIz
돌비 프로 로직 IIz는 프로 로직 IIx를 확장하여 높이 구성 요소를 추가하여 전방 좌우 스피커 위에 전방 높이 채널을 생성하고, 5.1 또는 7.1 시스템을 7.1 높이 또는 9.1로 확장한다. 주변 소음이나 측면 및 후면 서라운드 채널의 비 또는 바람과 같은 효과와 같이 저수준의 비상관 정보에서 공간 단서를 식별하여 이를 전방 높이 스피커로 전달한다. 추가되는 채널은 매트릭스 방식이며, 개별 방식이 아니다.

## 돌비 서라운드 (2014)
돌비는 2014년에 돌비 서라운드라는 용어를 다시 도입했다. 이 용어는 이제 돌비 애트모스 리시버 및 스피커 구성이 비-애트모스 신호를 처리할 수 있도록 하는 새로운 업믹서를 의미한다.
돌비 서라운드는 스테레오 및 다채널 입력을 애트모스 구성에서 재생할 수 있도록 업믹스하는 프로 로직의 완전한 대체재이다.

## 소프트웨어 인코딩 및 디코딩
- AC3 및 A52 디지털 사운드를 위한 liba52 디코더 라이브러리는 프로 로직 디코더와 호환되는 Lt/Rt 스테레오 사운드를 선택적으로 내보낸다.
- HandBrake 및 FFmpeg은 돌비 디지털 AC-3 5.1을 돌비 프로 로직 I 및 II 디코더와 호환되는 Lt/Rt 스테레오 트랙으로 다운믹스할 수 있다.
- SurCode for Dolby Pro Logic II는 DAW용 플러그인 형식 및 독립형 애플리케이션으로 제공되는 돌비 인증 소프트웨어 인코더 및 디코더이다.

## 하드웨어 인코딩
- 돌비 디지털(AC3) 호환 하드웨어(DVD, TV, 블루레이 플레이어)는 5.1채널 트랙을 프로 로직 디코더와 호환되는 Lt/Rt 스테레오로 다운믹스한다.[6]

## 같이 보기
- 돌비 인코딩 및 디코딩 매트릭스
- 돌비 디지털
- 돌비 애트모스
- DTS 네오:6
- AV 리시버
- 서라운드 사운드